# Metopia nudibasis
Metopia nudibasis är en tvåvingeart som först beskrevs av Malloch 1930.  Metopia nudibasis ingår i släktet Metopia och familjen köttflugor. Inga underarter finns listade i Catalogue of Life.